# Pterostichus oblongopunctatus
Pterostichus oblongopunctatus es una especie de escarabajo terrestre del género Pterostichus, categorizada en la tribu Pterostichini, de la subfamilia Harpalinae. Fue descrita por Fabricius en 1787.

## Distribución
Se distribuye por Irlanda, Gran Bretaña, Dinamarca, Noruega, Suecia, Finlandia, Francia, Bélgica, Países Bajos, Alemania, Suiza, Austria, Chequia, Eslovaquia, Hungría, Polonia, Estonia, Letonia, Lituania, Bielorrusia, Ucrania, España, Italia, Malta, Eslovenia, Croacia, Bosnia y Herzegovina, Macedonia del Norte, Albania, Grecia, Bulgaria, Rumania, Moldavia, Irán, Malaui y Rusia.